# КрАЗ-256Б
КрАЗ-256Б — советский и Украинский тяжёлый карьерный самосвал, грузоподъемностью 12 тонн, выпускавшийся Кременчугским автомобильным заводом. Предназначен для эксплуатации на дорогах первой и второй категорий, допускающих осевую нагрузку до 10 тонн, а также для работы в карьерах.

## История
Разработка нового самосвала на замену самосвала КрАЗ-222 «Днепр» началась в начале 1960-х годов и продолжалась в течение двух лет. В работах по созданию шасси принимали участие специалисты Минского автозавода. Кроме того, у КрАЗ-256 и грузовиков серии МАЗ-500 были унифицированы рулевой механизм, рессоры и элементы системы электрооборудования. За разработку КрАЗ-256 автозавод был награждён Дипломом II степени ВДНХ СССР, также КрАЗ-256 получил золотую медаль на международной ярмарке в Пловдиве.
КрАЗ-256 заменил собой КрАЗ-222 и ЯАЗ-210Е.
КрАЗ-256Б экспортировался более чем в 30 стран мира, причём машины, проданные в 1971—1979 годах через «Автоэкспорт» британской компании UMO Plant в дальнейшем продавались в Великобритании под названием BelAZ-256.
В 1974 году самосвалу КрАЗ-256Б был присвоен Государственный знак качества СССР. В 1977 году выпускаемые КрАЗ-256Б были оборудованы новой двухконтурной тормозной системой. Новая модификация получила обозначение КрАЗ-256Б1.
К началу 1975 года электрооборудование КрАЗ-256Б было унифицировано с электрооборудованием других выпускавшихся грузовых автомашин СССР на 71 % (из 55 изделий и приборов 39 являлись унифицированными, а 16 использовались только на КрАЗ-256Б), и было принято решение повысить уровень унификации до 75 % (за счёт унификации выключателей и предохранителей КрАЗ-256Б с применяемыми в грузовиках МАЗ и установки новой стандартизованной модели звукового сигнала).
В декабре 1975 года было принято решение освоить изготовление узлов платформ и кабины автомобилей-самосвалов КрАЗ-256Б с использованием дуговой точечной сварки. В десятой пятилетке (1976—1980) 66 % материалов, использованных в платформе КрАЗ-256Б1, составляли гнутые профили, а применение низколегированных сталей сократилось до 25 %.
В результате совершенствования конструкции, с течением времени ресурс выпускаемых КрАЗ-256Б увеличивался: если до 1970 года ресурс КрАЗ-256Б составлял 100 тыс. км, то у выпущенных в 1970—1976 годы — 150 тыс. км, а у выпущенных в 1977—1982 годы — 160 тыс. км. К 1985 году ресурс серийных КрАЗ-256Б1 был увеличен до 165 тыс. км.
В 1983 году специалистами Центрального научно-исследовательского полигона НАМИ и Кременчугского автозавода были проведены экспериментальные исследования по снижению металлоёмкости агрегатов КрАЗ-256Б1, по результатам которых к концу 1984 года конструкция выпускаемых КрАЗ-256Б1 была изменена — был внедрён надрамник из гнутого профиля, что уменьшило массу рамы на 115 кг.
Кроме того, в 1984 году был разработан вариант КрАЗ-256Б1 с облегчённым кузовом (масса которого была снижена на 100 кг), предназначенный для перевозки грузов плотностью менее 2 т/м³. Расчёты конструкции кузова были выполнены с применением ЭВМ.
Усреднённый ресурс самосвалов КрАЗ-256Б и КрАЗ-256Б1 до первого капитального ремонта составлял 165 тыс. км, после чего проведение капитального ремонта обеспечивало межремонтный ресурс на дополнительные 132 тыс. км.
Серийное производство КрАЗ-256 было прекращено в конце 1993 года (всего в 1993 году было выпущено 4928 самосвалов КрАЗ-256Б1), последний КрАЗ-256Б1С был изготовлен в январе 1994 года.
В октябре 2008 года министерство строительства Кубы и ХК «АвтоКрАЗ» создали совместное предприятие по ремонту и модернизации грузовиков КрАЗ (в это время на Кубе имелось несколько тысяч грузовиков КрАЗ, в основном изношенных и требующих ремонта самосвалов КрАЗ-256Б). В январе 2009 года в городе Сьенфуэгос было открыто совместное украино-кубинское предприятие «КрАЗ-SOMEC», мощность которого позволяет производить модернизацию до 200 автомашин КрАЗ в год, всего до 28 августа 2014 года предприятием было модернизировано более 300 автомашин КрАЗ.

## Описание конструкции
Автомобиль получил пятиступенчатую механическую коробку передач, раздаточная коробка — двухступенчатая, с межосевым блокируемым дифференциалом. Кабина — трёхместная, с деревянным каркасом и металлической обшивкой, без спального места расположена за двигателем; сиденье водителя — подрессоренное, регулируется по весу водителя, длине, высоте и наклону спинки.
Колёса дисковые, шины — пневматические, камерные (размер шин — 12.00R20 (320R508)). Кузов металлический ковшового типа с разгрузкой назад (4440 х 2430 мм), механизм разгрузки гидравлический, двухцилиндровый, действует на платформу через рычажно-балансирную систему. Насос — шестерённый, мод. КрАЗ-222Б; рабочее давление 34 кгс/см2. Объём гидросистемы — 70 л.
Подвеска — передняя, на двух полуэллиптических рессорах с амортизаторами, концы рессор установлены в резиновых опорных подушках. Задняя — балансирная на двух полуэллиптических рессорах с шестью реактивными штангами, концы рессор — скользящие.
Рабочая тормозная система — с барабанными механизмами (диаметр 440 мм, ширина накладок передних тормозных механизмов — 90, задних — 140 мм, разжим — кулачковый с применением тормозных цилиндров двухконтурным пневматическим приводом (один контур на передний и средний мосты, второй — на задний мост). Стояночный тормоз — трансмиссионный, барабанный, с внутренней и наружной колодками и механическим приводом. Установлен на выходном валу раздаточной коробки и действует на задний мост.
Дополнительное оборудование: предпусковой подогреватель двигателя, буксирный прибор двухстороннего действия с запорным замком.

## Варианты и модификации
- КрАЗ-256 — первая модель, 12-тонный самосвал с двигателем мощностью 215 л. с., производство начато в первой половине 1960-х годов[21].
- КрАЗ-256Б — 12-тонный самосвал с двигателем мощностью 240 л. с.[21], выпуск начат в 1966 году[22] и продолжался по 1977 год.
- BELAZ-256B — вариант КрАЗ-256Б для рынка Великобритании, выпускаемый под более популярной на западе маркой БелАЗ. Для более требовательных британских водителей доработана кабина: сидения заменены на более удобные, улучшена шумоизоляция, надеты мягкие накладки на торпеду. До начала 1990-х годов поставлены 433 машины[23].
- КрАЗ-Э256БС — опытная модификация КрАЗ-256 для работы в условиях Крайнего Севера, разработана в начале 1967 года. Три машины были построены в 1967 году, к осени 1967 года завершили заводские испытания и были переданы на межведомственные испытания в условиях Крайнего Севера, по результатам которых было принято решение о серийном производстве «северной модификации»[17].
- КрАЗ-256БС — серийная модификация КрАЗ-256Б для работы на Крайнем Севере[24], с морозостойкими резинотехническими изделиями, улучшенной теплоизоляцией кабины и более мощным отопителем[25]. Всего в 1969—1980 гг. выпущено 1901 шт.[17]
- КрАЗ-256Б1 — модернизированный 12-тонный самосвал[21] с гидравлическим механизмом опрокидывания кузова, выпуск начат в 1978 году, отличался увеличенным ресурсом, наличием раздельного привода тормозов и пускового подогревателя ПЖД-448[1] и рядом других мелких усовершенствований.
- КрАЗ-256Б1С — серийная модификация КрАЗ-256Б1 для работы на Крайнем Севере, первые машины выпущены в 1981 году, последняя изготовлена в январе 1994 года, всего выпущено 11 702 шт.[17]
- КрАЗ-256Б1-030 — специальная модификация КрАЗ-256Б1, изготовленная в июле 1986 года в экспериментальном цеху КрАЗа. Стандартная кабина была заменена одноместной герметизированной капсулой со свинцовой защитой, противорадиационными стёклами толщиной 75 мм и фильтровентиляционной установкой ФВУ-100Н, кузов был усилен и увеличен по высоте. Всего с 10 по 27 июля 1986 года было построено 18 машин, предназначенных для вывоза радиоактивных отходов при ликвидации последствий аварии на ЧАЭС[26]. После завершения работ, машины были захоронены в могильниках на территории зоны отчуждения[27].
- КрАЗ-256БМ1 — КрАЗ-256Б советского производства, модернизированный на кубинском авторемонтном предприятии «La Empresa de Soluciones Mecánicas del MICONS en Cienfuegos» (SOMEC) в городе Сьенфуэгос[28] с использованием деталей ремкомплектов КрАЗ-6510. Машина получила новую цельнометаллическую кабину и двигатель ЯМЗ-238М2. Первый модернизированный КрАЗ-256БМ1 был собран 31 января 2009 года[29].

За годы производства КрАЗ-256 несколько раз незначительно менял свой внешний облик. В частности самосвалы выпуска 1966—1969 годов отличались расположением фар на кронштейнах, установленных на крыльях, ближе к капоту и раздельных с ними указателей поворота, а также наличием защитной решётки перед фарами. С 1969 года фары и указатели поворота переместили в специальные короба, устанавливавшиеся на крыльях. С конца 80-х начался выпуск автомобилей с упрощённым расположением фар, которые теперь вновь были отделены от указателей поворота и располагались над бампером, а сами указатели поворота устанавливались под ними в бампере. Кроме того некоторые автомобили сходили с конвейера не с дисковыми, а с бездисковыми колёсами типа МАЗ-500.

## Технические характеристики
- Двигатель — дизельный, ЯМ3-2З8М, восьмицилиндровый, V-образный, без турбонаддува мощностью — 240 л. с.
- Весовые параметры и нагрузки, а/м
  - Снаряжённая масса а/м, кг — 10 850
  - Полная масса, кг — 23 515
- Самосвальная платформа
  - Объём платформы, м³ — 6
  - Угол подъёма платформы, град — 60
- Общие характеристики
  - Максимальная скорость, не менее км/ч — 62 (КрАЗ-256Б) — 65 (КрАЗ-256Б1)[1]
  - Угол преодолеваемого подъёма, не менее, % — 32
  - Внешний габаритный радиус поворота, м — 13

Практическая грузоподъёмность КрАЗ-256Б существенно превышала заявленные показатели — рекордные результаты получил водитель Андижанского автокомбината С. Абдулаев, в 1979 году освоивший буксировку автопоезда общей грузоподъёмностью 44 тонны в составе КрАЗ-256Б и двух прицепов для трактора К-700, а в 1981 году построивший автопоезд общей грузоподъёмностью 54 тонны в составе КрАЗ-256 и двух 20-тонных самосвальных прицепов специальной конструкции, перестроенных из оснащённых дополнительной подкатной тележкой полуприцепов-контейнеровозов ЧМЗАП-9985 (по результатам эксплуатации этого автопоезда, в 1984 году С. Абдулаев стал лауреатом Государственной премии СССР). В 1987 году коллектив «Челябинскавтотранс» построил и использовал для доставки хлеба на хлебоприемные пункты автопоезд грузоподъёмностью 50 тонн в составе самосвала КрАЗ-256Б1 и трёх полуприцепов ЗП8С-12.

## Галерея
- КрАЗ-256
- КрАЗ-256Б в Хемнице (ГДР), 1975
- КрАЗ-256Б в Усть-Илимске, 1977
- Самосвалы КрАЗ-256Б в Путбусе (ГДР), 1990
- Самосвал КрАЗ-256Б1 в Докучаевске, 2008
- КрАЗ-256Б1 на территории ЧЗО, 2010
- КрАЗ-256Б1 на территории ЧЗО, 2010
- КрАЗ-256Б1 с бездисковыми колёсами в Казахстане, 2010
- КрАЗ-256Б1 поздних годов выпуска в Днепропетровске, 2013